# Halfway (Maryland)
Halfway – jednostka osadnicza w Stanach Zjednoczonych, w stanie Maryland, w hrabstwie Washington.